# Kelsey Grammer
Kelsey Grammer (* 21. února 1955 Saint Thomas, Americké Panenské ostrovy) je americký herec, televizní producent, scenárista, režisér, držitel pěti cen Emmy a tří Zlatých glóbů. Je známý jako doktor Frasier Crane v sitcomech Na zdraví a Frasier, v animovaném seriálu Simpsonovi dabuje postavu Leváka Boba. Proslul také rolí Hanka McCoye (Beasta) ve filmu X-Men: Poslední vzdor. Mimo jiné hrál také v epizodě „Příčina a důsledek“ seriálu Star Trek: Nová generace.
Je počtvrté ženatý, jeho současnou manželkou je bývalá letuška Katye Walsh, se kterou má 2 děti.

## Filmografie

### jako herec

#### Televize
| Rok       | Název                                    | Role                                  | Poznámky                                                        |
| --------- | ---------------------------------------- | ------------------------------------- | --------------------------------------------------------------- |
| 1979      | Ryan's Hope                              | číšník                                | díl 1.1051                                                      |
| 1982      | Another World                            | hlavní záchranář                      | díl 1.4498                                                      |
| 1982      | Macbeth                                  | Lennox                                | TV film                                                         |
| 1983      | Kennedy                                  | Stephen Smith                         | 5 dílů                                                          |
| 1984      | Kate & Allie                             | David Hamill                          | díl: „Allie's First Date“                                       |
| 1984      | George Washington                        | poručík Stewart                       | 1 díl                                                           |
| 1984–1993 | Na zdraví                                | Dr. Frasier Crane                     | 203 dílů                                                        |
| 1986      | Crossings                                | Craig Lawson                          | 2 díly                                                          |
| 1987      | You Are the Jury                         | Stuart Cooper                         | díl: „The State of Oregan vs. Stanley Manning“                  |
| 1987      | J.J. Starbuck                            | Pierce Morgan                         | díl: „Murder in E Minor“                                        |
| 1988      | Mickey's 60th Birthday                   | Dr. Frasier Crane                     | TV speciál                                                      |
| 1988      | Dance 'til Dawn                          | Ed Strull                             | TV film                                                         |
| 1989      | 227                                      | pan Anderson                          | díl: „For Sale“                                                 |
| 1989      | Top of the Hill                          | neznámá                               | TV film                                                         |
| 1990      | The Tracey Ullman Show                   | pan Brenna                            | díl: „Maria and the Mister“                                     |
| 1990      | Walt Disney's Wonderful World of Color   | Dr. Frasier Crane                     | díl: „Disneyland's 35th Anniversary Celebration“                |
| 1990      | The Earth Day Special                    | Dr. Frasier Crane                     | TV speciál                                                      |
| 1990–2020 | Simpsonovi                               | Robert „Levák Bob“ Terwilliger (hlas) | 22 dílů                                                         |
| 1991      | Baby Talk                                | Russell                               | díl: „One Night with Elliot“                                    |
| 1992      | Wings                                    | Dr. Frasier Crane                     | díl: „Planes, Trains and Visiting Cranes“                       |
| 1992      | Star Trek: Nová generace                 | kapitán Morgan Bateson                | díl: „Cause and Effect“                                         |
| 1993      | Roc                                      | Detective Rush                        | díl: „To Love and Die on Emerson Street (Part 2)“               |
| 1993      | Doktor smrt                              | Ron McNally                           | TV film                                                         |
| 1993–2004 | Frasier                                  | Dr. Frasier Crane                     | 263 dílů                                                        |
| 1994      | The Innocent                             | detektiv Frank Barlow                 | TV film                                                         |
| 1995      | Biography                                | George Washington                     | dokumentární seriál díl: „Benedict Arnold: Triumph and Treason“ |
| 1996      | Apartmá v Londýně                        | Sydney Nichols                        | TV film                                                         |
| 1997      | Fired Up                                 | Tom Whitman                           | 2 díly                                                          |
| 1998      | Války v Pentagonu                        | General Partridge                     | TV film                                                         |
| 1998      | Třeba mě sežer                           | vypravěč (hlas)                       | díl: „How the Finch Stole Christmas“                            |
| 1999      | Animal Farm                              | Snowball (hlas)                       | TV film                                                         |
| 2000      | Stark Raving Mad                         | profesor Želva                        | díl: „The Grade“                                                |
| 2001      | The Sports Pages                         | Howard Greene                         | TV film                                                         |
| 2002      | Nesvatý Mikuláš                          | Nick St. Nicholas                     | TV film                                                         |
| 2003      | Benedict Arnold: A Question of Honor     | George Washington                     | TV film                                                         |
| 2003      | Becker                                   | Rick Cooper                           | díl: „But I've Got Friends I Haven't Used Yet“                  |
| 2003      | Gary the Rat                             | Gary Andrews (hlas)                   | 13 dílů                                                         |
| 2004      | Vánoční koleda                           | Ebenezer Scrooge                      | TV film                                                         |
| 2004      | Sezame, otevři se                        | Sám sebe                              | 1 díl                                                           |
| 2005      | Kelsey Grammer Presents: The Sketch Show | Různé postavy                         | 6 dílů                                                          |
| 2006      | Medium                                   | Bob Sherman/Anděl smrti               | díl: „Death Takes a Policy“                                     |
| 2007–2008 | Zpátky do studia                         | Chuck Darling                         | 17 dílů                                                         |
| 2009–2010 | Hank                                     | Hank Pryor                            | 10 dílů                                                         |
| 2010      | The Troop                                | Dr. Cranius (hlas)                    | díl: „Do Not Talk to Dr. Cranius“                               |
| 2010–2012 | Studio 30 Rock                           | Sám sebe                              | 3 díly                                                          |
| 2011–2012 | Šéf                                      | starosta Tom Kane                     | 18 dílů                                                         |
| 2014      | Partners                                 | Allen Braddock                        | 10 dílů                                                         |
| 2015      | Proč zabili Ježíše                       | Král Herod/vypravěč                   | TV film                                                         |
| 2016      | Nezdolná Kimmy Schmidt                   | Sám sebe (hlas)                       | díl: „Kimmy Kidnaps Gretchen!“                                  |
| 2016–2017 | The Last Tycoon                          | Pat Brady                             | 9 dílů                                                          |
| 2016–2018 | Lovci trolů od Guilerma Del Toro         | Blinky (hlas)                         | 52 dílů                                                         |
| 2017      | Taková moderní rodinka                   | Keifth                                | díl: „Principál Keifth“                                         |
| 2017      | Porters                                  | Mendel Dolem                          | díl 1.1                                                         |
| 2018–19   | 3 mimo: Příběh z Arkádie                 | Blinky (hlas)                         | 2 díly                                                          |
| 2019      | Arrow                                    | vypravěč                              | díl: „Emerald Archer“                                           |
| 2019      | Stíny spravedlnosti                      | Gore Bellows                          | hlavní role, 13 dílů                                            |
| 2019      | You're Not a Monster                     | John Seward                           | hlavní role, 9 dílů                                             |
| 2020      | Carol's Second Act                       | Richard Kenney                        | díl: „R.I.P. Dr. Herman“                                        |

#### Divadlo
| Rok       | Název                                       | Role                              | Poznámky                            |
| --------- | ------------------------------------------- | --------------------------------- | ----------------------------------- |
| 1981      | Macbeth                                     | Lennox                            | Vivian Beaumont Theatre             |
| 1982      | Othello                                     | Michael Cassio                    | Winter Garden Theatre               |
| 1982      | Plenty                                      | Codename Lazar                    | The Public Theater                  |
| 1983      | Quartermaine's Terms                        | Mark Sackling                     | Playhouse 91                        |
| 1983      | Sunday in the Park with George              | mladý muž na lavičce/voják        | Playwrights Horizons                |
| 2000      | Macbeth                                     | Macbeth                           | Colonial Theater                    |
| 2000      | Macbeth                                     | Macbeth                           | Music Box Theatre                   |
| 2000      | Sweeney Todd: Ďábelský holič z Fleet Street | Sweeney Todd                      | Ahmanson Theatre                    |
| 2007      | My Fair Lady                                | profesor Henry Higgins            | Lincoln Center's Avery Fisher Hall  |
| 2010–2011 | La Cage aux Folles                          | Georges                           | Longacre Theatre                    |
| 2015–2016 | Hledání Země Nezemě                         | Charles Frohman/Kapitán Hook      | Lunt-Fontanne Theatre               |
| 2015–2017 | The Color Purple                            | —                                 | producent Bernard B. Jacobs Theatre |
| 2017      | Big Fish                                    | Edward Bloom                      | The Other Palace                    |
| 2019      | Důmyslný rytíř Don Quijote de la Mancha     | Miguel de Cervantes / Don Quijote | London Coliseum                     |

#### Film
| Rok  | Název                                | Role                                              | Notes               |
| ---- | ------------------------------------ | ------------------------------------------------- | ------------------- |
| 1992 | Galaxies Are Colliding               | Peter                                             |                     |
| 1995 | Runaway Brain                        | Dr. Frankenollie (hlas)                           | krátkometrážní film |
| 1996 | Periskop nahoru a dolů               | Tom Dodge                                         |                     |
| 1997 | Anastázie                            | Vladimir (hlas)                                   |                     |
| 1998 | Skutečný Howard Spitz                | Howard Spitz                                      |                     |
| 1999 | Standing on Fishes                   | Verk                                              |                     |
| 1999 | Bartok                               | Zozi (hlas)                                       |                     |
| 1999 | Mickey's Once Upon a Christmas       | vypravěč (hlas)                                   |                     |
| 1999 | Toy Story 2: Příběh hraček           | Stinky Pete (hlas)                                |                     |
| 2001 | 15 minut                             | Robert Hawkins                                    |                     |
| 2001 | Návštěvníci: Cesta do Ameriky        | vypravěč                                          |                     |
| 2001 | God Lives Underwater: Fame           | Robert Hawkins                                    | krátkometrážní film |
| 2003 | The Big Empty                        | Agent Banks                                       |                     |
| 2003 | Barbie a labutí jezero               | Rothbart (hlas)                                   |                     |
| 2004 | Miláček třídy                        | Dr. Ivan Krank (hlas)                             |                     |
| 2005 | S lehkým srdcem                      | Pan Skibness                                      |                     |
| 2006 | Hazard                               | Detektiv Brunner                                  |                     |
| 2006 | X-Men: Poslední vzdor                | Dr. Henry „Hank“ McCoy / Beast                    |                     |
| 2008 | Správná volba                        | prezident Andrew Boone                            |                     |
| 2008 | Bláznivá střela – Amerika v ohrožení | Patton                                            |                     |
| 2009 | Prostředníci                         | Frank Griffin                                     |                     |
| 2009 | Fame – Cesta za slávou               | Martin Cranston                                   |                     |
| 2010 | Bláznivá svoboda                     | Frank                                             |                     |
| 2011 | Nechápu, jak to dokáže               | Clark Cooper                                      |                     |
| 2013 | Legenda země Oz:Dorotka se vrací     | Tin Man (hlas)                                    |                     |
| 2014 | X-Men: Budoucí minulost              | Dr. Henry „Hank“ McCoy / Beast (dospělý)          |                     |
| 2014 | Mysli taky jako chlap                | Lee Fox                                           |                     |
| 2014 | Expendables: Postradatelní 3         | Bonaparte                                         |                     |
| 2014 | Transformers: Zánik                  | Harold Attinger                                   |                     |
| 2014 | Na dosah                             | Angelo AldoBrandini                               |                     |
| 2014 | Breaking the Bank                    | Charles Bunbury                                   |                     |
| 2015 | Vincentův svět                       | Sám sebe                                          |                     |
| 2015 | Best of Enemies                      | William F. Buckley (hlas)                         |                     |
| 2016 | Sousedi 2                            | Shelby otec                                       |                     |
| 2016 | Čapí dobrodružství                   | Hunter (hlas)                                     |                     |
| 2017 | Bunyan and Babe                      | The Amazing Blackstone / Norman Blandsford (hlas) |                     |
| 2018 | Legenda o strážci hrobky             | Mason                                             |                     |
| 2018 | Like Father                          | Harry Hamilton                                    |                     |
| 2019 | Grand Isle                           | detektiv Jones                                    |                     |
| 2020 | Charming the Hearts of Men           | kongresman                                        |                     |
| 2020 | The God Committee                    | Andre Boxer                                       |                     |
| 2023 | Marvels                              | Dr. Henry „Hank“ McCoy / Beast                    |                     |
| —    | Money Plane                          | —                                                 |                     |
| —    | The Space Between                    | —                                                 |                     |
| —    | Bharal                               | —                                                 |                     |

#### Videohry
| Rok  | Název             | Role                           |
| ---- | ----------------- | ------------------------------ |
| 2007 | The Simpsons Game | Robert „Levák Bob“ Terwilliger |

### jako režisér
| Rok       | Název                 | Poznámky                            |
| --------- | --------------------- | ----------------------------------- |
| 1996–2004 | Frasier               | 36 dílů                             |
| 2001      | Neurotic Tendencies   | Pilot                               |
| 2005      | Tak trochu mimo       | 2 díly                              |
| 2006      | My Ex Life            | Pilot                               |
| 2007      | Everybody Hates Chris | díl: „Everybody Hates the Last Day“ |
| 2009      | Hank                  | 2 díly                              |
| 2009      | Alligator Point       | Pilot                               |
| 2014      | Partners              | 2 díly                              |

### jako producent
Jeho produkční společnost Grammnet Productions produkovala projekty stanicí The CW, BET nebo NBC a další projekty.
| Rok       | Název                                      | Poznámky    |
| --------- | ------------------------------------------ | ----------- |
| 1993–2004 | Frasier                                    | 262 dílů    |
| 1994      | The Innocent                               | TV film     |
| 1995      | Kelsey Grammer Salutes Jack Benny          | TV dokument |
| 1997–1998 | Fired Up                                   | 28 dílů     |
| 2000–2008 | Girlfriends                                | 172 dílů    |
| 2001      | Neurotic Tendencies                        | Pilot       |
| 2002–2003 | In-Laws                                    | 15 dílů     |
| 2003      | Gary the Rat                               | 12 dílů     |
| 2003      | Alligator Point                            | Pilot       |
| 2004      | The Soluna Project                         | Pilot       |
| 2005      | The Good Humor Man                         | Film        |
| 2005      | Kelsey Grammer Presents: The Sketch Show   | 6 dílů      |
| 2005      | World Cup Comedy                           | 6 dílů      |
| 2005–2011 | Medium                                     | 129 dílů    |
| 2006–2009 | The Game                                   | 64 dílů     |
| 2007      | Dash 4 Cash                                | Pilot       |
| 2007–2008 | Zpátky do studia                           | 17 dílů     |
| 2009–2010 | Hank                                       | 6 dílů      |
| 2010      | The Kelsey Grammer Bill Zucker Comedy Hour | Pilot       |
| 2011–2012 | Šéf                                        | 18 dílů     |
| 2014      | Partners                                   | 10 dílů     |
| 2018      | Light as a Feather                         |             |
| 2019      | You're Not a Monster                       | 10 dílů     |